# Siervas de Jesús de Venezuela
La Congregación de las Siervas de Jesús (en latín: Congregationis Sororum Servarum Iesu) es una congregación religiosa católica femenina de derecho pontificio fundada por la religiosa venezolana Carmen Rendiles Martínez en Caracas en 1965. Actualmente tercera beata Venezolana. A las religiosas de este instituto se las conoce como Siervas de Jesús de Venezuela, para diferenciarlas de la congregación homónima francesa, o simplemente siervas de Jesús, y posponen a sus nombres las siglas S.d.J.

## Historia
La religiosa venezolana Carmen Rendiles Martínez, de la Congregación de las Siervas de Jesús en el Santísimo Sacramento de Toulouse, fue nombrada superiora provincial de las comunidades de Venezuela y Colombia. Durante su gobierno la congregación vivió un momento de expansión notable en esas dos naciones. A finales de los años 50 en Francia donde se encontraba la casa general del instituto, tras la Segunda Guerra Mundial, suscitaron ciertos cambios que las religiosas de Venezuela y Colombia no compartieron; Francia quería adoptar corrientes modernas para convertir a la congregación en un instituto secular, por consiguiente, se creó una separación entre ellas. Consultándose con las religiosas y las autoridades eclesiásticas de Venezuela, entre ellas el arzobispo de Caracas, José Humberto Quintero, Carmen Rendiles aconsejada y apoyada por la Iglesia venezolana inicia un proceso de separación en 1965, que culminó satisfactoriamente para las religiosas venezolanas, con la aprobación diocesana del 14 de agosto de 1969. Establecieron la casa madre en Caracas.

## Organización
La Congregación de las Siervas de Jesús es un instituto religioso centralizado, cuyo gobierno lo ejerce la superiora general. La sede central se encuentra en Caracas (Venezuela).
Las siervas de Jesús se dedican a la propagación del culto del Santísimo Sacramento y a la ayuda de los sacerdotes diocesanos y seminarios. En 2015, eran unas 94 religiosas y contaban con 19 comunidades presentes en Ecuador , Colombia y Venezuela.